# هاینز شوسیگ
هاینز شوسیگ (انگلیسی: Heinz Schussig; ۹ اکتبر ۱۹۲۶ – ۴ ژانویهٔ ۱۹۹۴) بازیکن فوتبال اهل آلمان بود.
از باشگاه‌هایی که در آن بازی کرده‌است می‌توان به باشگاه فوتبال آرمینیا بیله‌فلد اشاره کرد.
وی همچنین در تیم‌های ملی فوتبال زارلند و زارلند بی بازی کرده‌است.